# Famille von Seydlitz
Pour les articles homonymes, voir Seydlitz.
La famille von Seydlitz (également Seidlitz ou Zeidlitz) appartient à l'ancienne noblesse silésienne et apparaît pour la première fois dans un document en 1287 avec Otto de Sidelicz.

## Origine et histoire
Sur la base de leur dénomination, l'historien Johann Sinapius suppose une origine vandale de la famille von Seidlitz et mentionne dans ses Schlesischen Curiositäten qu'ils auraient été des chevaliers soldats dans les guerres wendes vers l'an 931. Il est également rapporté qu'en 627, un Robert Seidlitz est chevalier lors de l'expédition militaire en Terre Sainte et qu'il y aurait offert son esprit à Dieu aux côtés d'autres chevaliers. Au milieu du VIIe siècle, un Bernhard Seidlitz (mort en 653 Rome) aurait servi de maître de cérémonie à Eugène Ier et en 1010 Konrad Seidlitz aurait été chantre de la cathédrale de Bamberg.
La famille apparaît pour la première fois dans un document le 12 juin 1287 avec Otto de Sidelicz  et d'autres membres de la famille apparaissent de manière assurée au XIIIe siècle en tant que castellani (habitants de châteaux) et barons, dont les maisons ancestrales se trouvent en Thuringe et en Bohême ainsi qu'en Silésie. Une origine commune avec la famille silésienne von Kurzbach (de) est supposée en raison de la similitude des armoiries. La famille existe encore en trois branche : von Seydlitz et Gohlau, von Seydlitz-Kurzbach et von Seidlitz und Ludwigsdorf, dont le lien généalogique exact n'est pas encore établi. Depuis le 25 août 1858, il existe une association familiale.

## Armoiries
Les armoiries de la famille montrent trois poissons rouges superposés en argent. Sur le casque avec des lambrequins rouges et blancs se trouvent deux lances de tournoi inclinées vers le haut avec des fanions de couleurs mélangées entre une corne de buffle rouge et argentée et entrelacées.

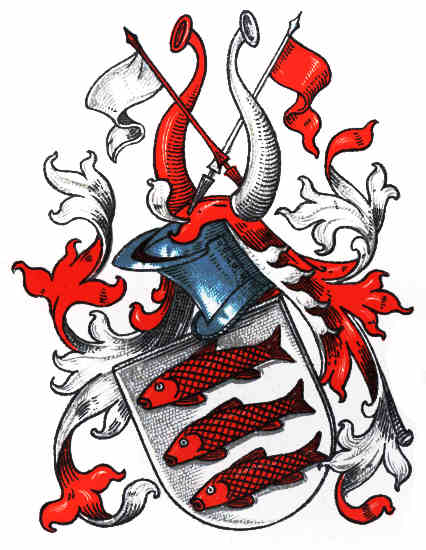
Armoiries de la branche de Seidlitz-Ludwigsdorf
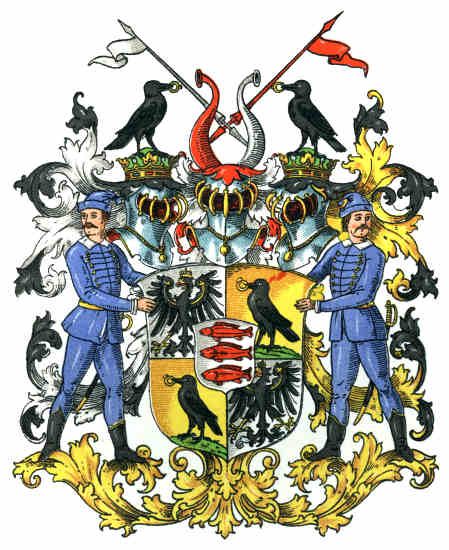
Armoiries de la branche de Seydlitz-Sandreczki
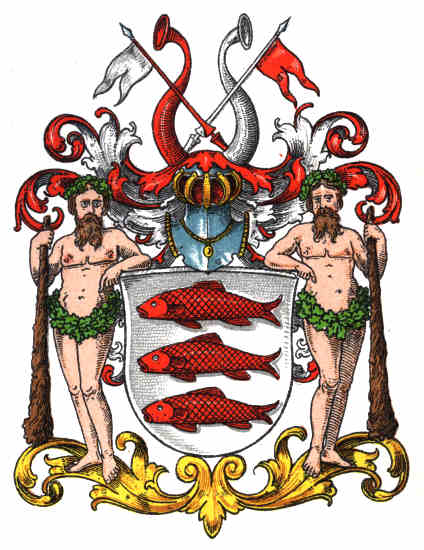
Armoiries de la branche de Seydlitz et Kurzbach

## Personnalités

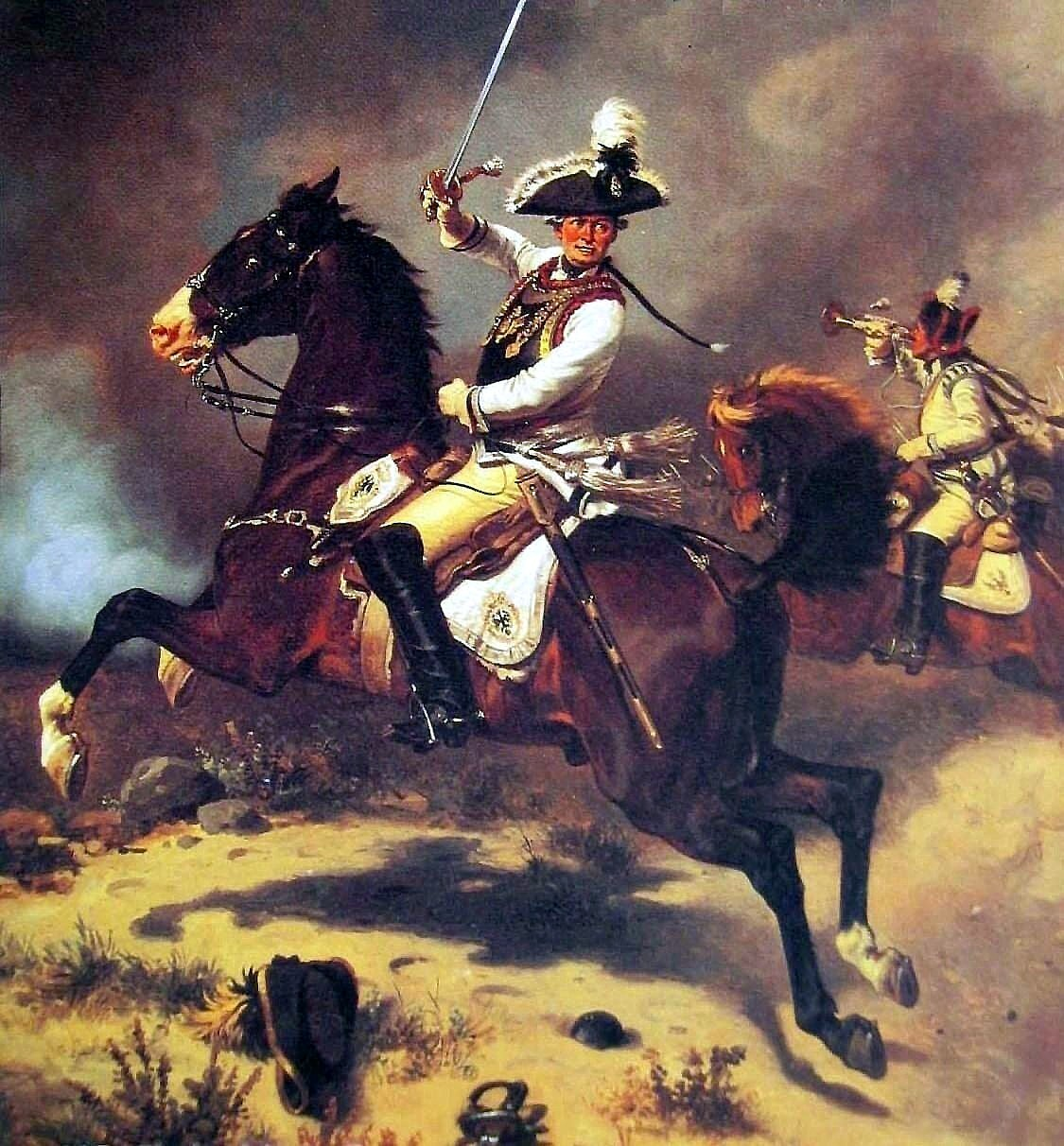
Général de cavalerie Friedrich Wilhelm von Seydlitz (1721–1773) à la bataille de Zorndorf (1758)

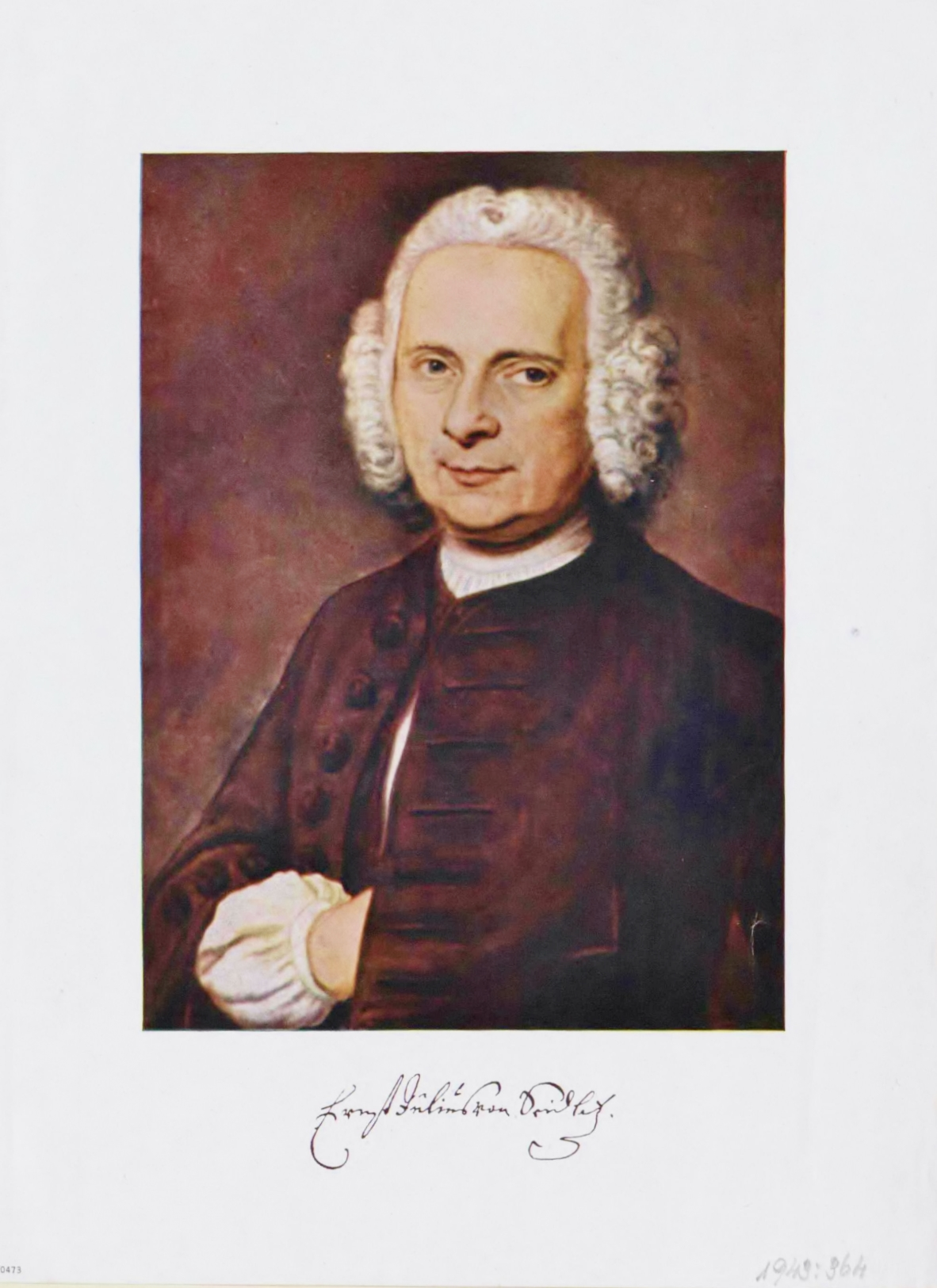
Ernst Julius von Seidlitz (1695-1766) à Gnadenfrei en Silésie

- Ernst Julius von Seidlitz (1695-1766), comte de Peilau, fondateur d'une église morave à Gnadenfrei, oncle de la mère adoptive de Karl von Holtei
- Alexander Gottlieb von Seydlitz (de) (1700-1782), général de division prussien
- Friedrich Wilhelm von Seydlitz (1721-1773), général de cavalerie prussienne
- Florian von Seydlitz (1777-1832), général de division prussien
- Ernst von Seydlitz-Kurzbach (de) (1784-1849), fondateur de la géographie de Seydlitz
- Hermann von Seydlitz-Kurzbach (de) (1810–1895), lieutenant général prussien
- Rudolf von Seydlitz-Kurzbach (de) (1812-1870), propriétaire d'un manoir et fonctionnaire de la cour
- Kurt von Seydlitz-Kurzbach (1849-1913), général de division prussien
- Woldemar von Seidlitz (1850-1922), historien de l'art
- Ernst Julius von Seidlitz-Sandreczki (de) (1863-1930), député de la chambre des seigneurs de Prusse
- Adolf von Seidlitz (de) (1865-1943), administrateur de l'arrondissement de Reichenbach, député de la chambre des représentants de Prusse
- Wilfried von Seidlitz (de) (1880-1945), géologue et paléontologue allemand
- Walther von Seydlitz-Kurzbach (1888-1976), général allemand de la Seconde Guerre mondiale, vice-président du Comité national pour l'Allemagne libre
- Adolf von Seydlitz-Sandreczki (1896-1945), propriétaire terrien et membre du Conseil des Frères de l'Église confessante de Silésie
- Joachim von Seydlitz-Kurzbach (de) (1911–2005), général de brigade et officier du renseignement allemand
- Friedrich Wilhelm von Seydlitz-Kurzbach (1914–2009), ancien PDG de Paul Hartmann AG
- Werner von Seydlitz (1927-2016), entrepreneur suédois, né en Prusse-Orientale. Fondateur de la société MP-Bolagen à Vetlanda, Suède.

## Navires nommésSeydlitz
- Seydlitz du Norddeutscher Lloyd, navire auxiliaire allemand de la Première Guerre mondiale
- Seydlitz, croiseur de la marine impériale allemande
- Seydlitz, croiseur lourd de la Kriegsmarine allemande, inachevé